# 华兴商业银行

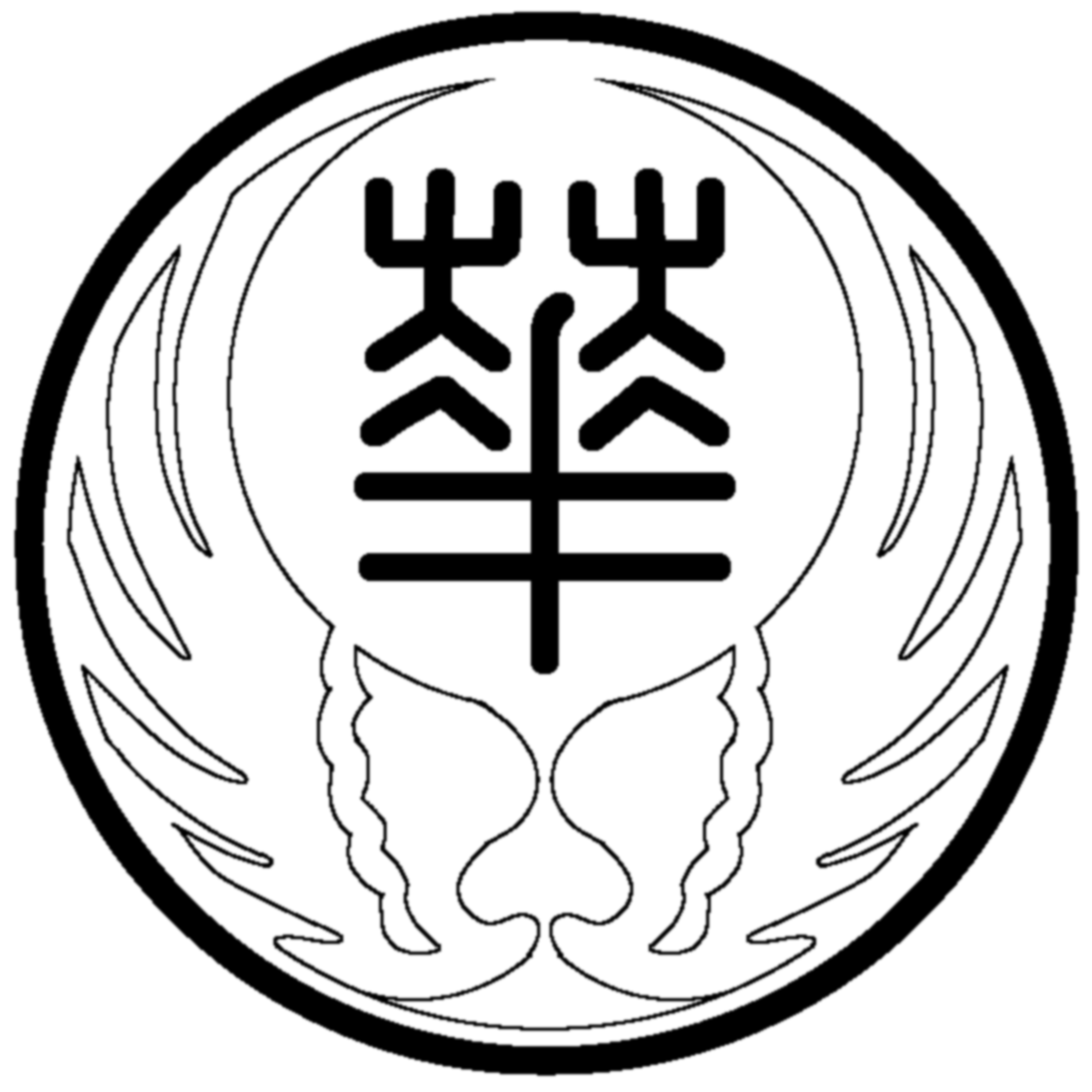
行徽

华兴商业银行，简称华兴银行，是中华民国维新政府成立的银行。总资本5000万元法币，维新政府认购一半，日本兴业银行、台湾银行、朝鲜银行、三菱银行、住友银行、三井银行认购另一半。该行发行华兴券，在维新政府管辖区强制流通（第六章第三节）。其行徽為雙翼及一個「華」字於中間。

## 历史
1938年5月1日，维新政府在上海成立华兴商业银行。5月26日，该行在南京市朱雀路233号（上海商业储蓄银行旧址）成立南京分行。1941年1月，中央储备银行成立后，该行变为普通商业银行（第六章第三节）。
1945年11月，中央银行派李嘉隆为代表，接收华兴商业银行（第七章第一节）。

## 發行銀行券
華興商業銀行發行的華興券曾是維新政府統治區的貨幣。華興券最初制定匯率和法幣等值（1元＝英鎊8便士）。1939年7月19日，改為1元＝英鎊6便士。但由於缺乏擔保物，華興券基本僅限於政府支付業務時使用，民間仍然廣泛使用法幣。和在華北取得一定通行度的聯銀券形成對比。
| 華興商業銀行券 (1938年版) | 華興商業銀行券 (1938年版) | 華興商業銀行券 (1938年版) |
| 票樣                      | 票樣                      | 面值                      |
| 正面                      | 反面                      | 面值                      |
| ------------------------- | ------------------------- | ------------------------- |
|                           |                           | 1角                       |
|                           |                           | 2角                       |
|                           |                           | 1元                       |
|                           |                           | 10元                      |